# 西沃爾沃思 (紐約州)
西沃爾沃思（英語：West Walworth）是位於美國紐約州韋恩縣的非建制地區。

## 歷史
西沃爾沃思的郵局於1840年設立，其後於1934年停運。

## 地理
西沃爾沃思所處的海拔為高於海平面165米（即541英呎），而該地所採用的時區為UTC-5，即北美东部时区（EST）。同時該地設有夏令時間，為UTC-5調快一小時，即UTC-4（EDT）。